# ハードボイルド (アルバム)
『ハードボイルド』は1998年4月1日にSony Recordsから発売された爆風スランプ13枚目のオリジナル・アルバム。

## 概要
爆風スランプとして現在のところ最後のオリジナル・アルバムである（2021年現在）。当時数年に渡るうつ状態に陥っていた中野が、その当時の自身の精神状態をシリアスに歌った内容になっている。

## 収録曲
| 全作詞: サンプラザ中野、全編曲: 西脇辰弥、爆風スランプ。 |                                            |                |                          |      |
| #                                                        | タイトル                                   | 作詞           | 作曲                     | 時間 |
| 1.                                                       | 「蜜柑」                                   | サンプラザ中野 | バーベQ和佐田            | 3:38 |
| 2.                                                       | 「ハードボイルド」                         | サンプラザ中野 | バーベQ和佐田            | 4:03 |
| 3.                                                       | 「暖かい日々」                             | サンプラザ中野 | バーベQ和佐田            | 4:56 |
| 4.                                                       | 「モンスター -farm mix-」                  | サンプラザ中野 | パッパラー河合           | 4:08 |
| 5.                                                       | 「BAN BAN BAN」                            | サンプラザ中野 | パッパラー河合           | 3:40 |
| 6.                                                       | 「未来はコンピューターネットワークの中に」 | サンプラザ中野 | パッパラー河合           | 4:16 |
| 7.                                                       | 「青春りっしんべん -hard boiled version-」 | サンプラザ中野 | 江川ほーじん             | 4:03 |
| 8.                                                       | 「おてもやーん」                           | サンプラザ中野 | バーベQ和佐田            | 5:17 |
| 9.                                                       | 「35才」                                   | サンプラザ中野 | ファンキー末吉           | 4:19 |
| 10.                                                      | 「天使の涙 -album version-」               | サンプラザ中野 | パッパラー河合           | 5:00 |
| 11.                                                      | 「盆栽」                                   | サンプラザ中野 | ファンキー末吉、安宅美春 | 5:03 |
| 12.                                                      | 「オクトパス サマー」                      | サンプラザ中野 | ファンキー末吉           | 4:06 |
| 合計時間:                                                | 合計時間:                                  | 合計時間:      | 52:29                    |      |

### タイアップ
「暖かい日々」
テレビ朝日系「驚きももの木20世紀」エンディングテーマ。
「モンスター -farm mix-」
プレイステーション用ゲーム「モンスターファーム」CM曲。
「BAN BAN BAN」
NHK教育テレビで放送された「天才てれびくん」1997年度エンディングテーマ。番組内でのタイトルクレジットは「BANG BANG BANG」。当時番組MCはキャイ〜ンが担当、番組オリジナル・ヴァージョンにも歌唱参加。爆風のオリジナルでは天野ひろゆき部分を河合、ウド鈴木部分を和佐田が歌っている。
「未来はコンピューターネットワークの中に」
ASAYANオーディション出身、女性デュオYURIMARIがカバー、2ndシングルとして発表している。
「青春りっしんべん -hard boiled version-」
2ndアルバム『しあわせ』収録の「青春りっしんべん」のリミックス（再録）ヴァージョン。
「35才」
1997年1月22日発売のアルバム『怪物くん』に隠しトラックとして収録されている。
「天使の涙 -album version-」
日本テレビ系ドラマ「天使にKISS」主題歌。